# Scott Hylands
Scott Hylands (né en 1943 à Vancouver en Colombie-Britannique au Canada) est un acteur canadien. 

## Filmographie

### Cinéma
- 1969 : La Boîte à chat : Kenneth Daly
- 1970 : Rosolino Paternò, soldato... : Reginald Wollington
- 1970 : Fools (en) : David Appleton
- 1973 : Une voix dans la nuit (en) (Slipstream) : Terry
- 1973 : The Visitor : ?
- 1974 :  Tremblement de terre : Asst. Caretaker
- 1976 : Bittersweet Love (en) : Michael Lewis
- 1978 : Les Boys de la compagnie C : Captain Collins
- 1980 : Recherche mercenaire (en) (Coming Out Alive) : Jocko
- 1981 : Chasse à mort : Le pilote
- 1984 : Isaac Littlefeathers (en) : Jesse Armstrong
- 1984 : The Oasis : Jake
- 1995 : Mercenaries (en) (Decoy) : Jenner
- 2002 : Mise à feu (en) (Ignition) : Carlsen
- 2004 : Chasseur de têtes (Pursued) : Robert Langford
- 2005 : The Hamster Cage : Stan
- 2006 : Boom Boom Sabotage (en) : Frank / Carnie
- 2007 : Hastings Street : Slim
- 2008 : Freezer Burn: The Invasion of Laxdale : Arnie Filmore
- 2010 : Beyond the Black Rainbow : Dr. Mercurio Arboria
- 2011 : Knockout (en) : Charlie Putman
- 2012 : Becoming Redwood (en) : Earl
- 2017 : Rememory : Charles
- 2019 : Elsewhere (en) : Mr. Black

### Télévision

#### Séries télévisées
- 1972 : Le Sixième sens (1 épisode) : Jason
- 1973 : Les Rues de San Francisco (1 épisode) : Skip Hunter
- 1973 : Owen Marshall, Counselor at Law  (1 épisode) : Lars
- 1973 : Griff (en) (1 épisode) : L'assassin
- 1973 :  Kung Fu (2 épisodes) : Saunders / Randy Bucknell
- 1974 : L'Homme de fer (1 épisode) : Philip Thomas
- 1974 : Le Magicien (1 épisode) : Hal Millotson
- 1974-1975 : The Lives of Benjamin Franklin (3 épisodes) (mini-série)
- 1975 : Harry O (1 épisode) : Luke Turner
- 1976 : Medical Story (1 épisode)
- 1976 : Sergent Anderson (1 épisode) : Larry Barba
- 1976 : Joe Forrester (1 épisode)
- 1976 : Cannon (1 épisode) : Joe Gantry
- 1976 : Médecins d'aujourd'hui (1 épisode) : Dr. Al Heeley
- 1976 : Baretta (1 épisode) : Hatfield
- 1977 : Wonder Woman (2 épisodes) : Paul Bjornsen
- 1977 : Section contre-enquête (1 épisode)
- 1977 : Police Story (1 épisode) : Sergent Joseph 'Joe' Wambaugh
- 1977 : Les Têtes brûlées (1 épisode) : Père John O'Reilly
- 1978 : Project U.F.O. (1 épisode) : Lt. Paul Staley
- 1978-1979 : Colorado (4 épisodes) (mini-série) : Laseter
- 1981 : La Famille des collines (1 épisode) : Curt Willard Packard
- 1981 : Tales of the Klondike (1 épisode) (mini-série) : Carter Weatherbee
- 1982 : Pour l'amour du risque (1 épisode) : Alan Chambers
- 1983 : Matthew Star (1 épisode) : Colonel Ezra Conlan
- 1983 : The Yellow Rose (en) (1 épisode) : Duncan Kilmore
- 1984 : Kate Morris Vice President (1 épisode) : Anthony
- 1984 : Supercopter (1 épisode) : Mitchell Bruck
- 1984 : Tonnerre de feu (1 épisode) : Peter Anson
- 1984 : George Washington (en) (1 épisode) (mini-série) : General Greene
- 1985 - 1989 : Brigade de nuit (96 épisodes) : Det. Kevin "O.B." O'Brien
- 1989 : Street Legal (en) (1 épisode) : Rolf Langer
- 1991 : Le Ranch de l'espoir (en) (Neon Rider) (1 épisode) : Det. Blake
- 1991 : Force de frappe (1 épisode) : Colonel Northan
- 1991 : Palace Guard (1 épisode) : Caldwell
- 1991 : Beyond Reality (1 épisode) : Fredrick
- 1992 : Top Cops (1 épisode) : Borden Zazinsky
- 1992 : Street Justice (1 épisode) : Nigel
- 1992 : Un privé sous les tropiques (1 épisode) : Jack Slaughter
- 1993 : Secret Service (1 épisode) : Simms
- 1993 : Scales of Justice (1 épisode) (Who Killed Sir Harry Oakes?) : Harry Oakes
- 1993 : Matrix (1 épisode) : Jeffrey Blair
- 1993 : Kung Fu, la légende continue (1 épisode) : Gant
- 1994 : Cobra (1 épisode) : Doric Van Alden
- 1995 : Lonesome Dove: The Series (1 épisode) : Ezrah Kimball
- 1995 : New York Police Blues (1 épisode) : Roy Sandquist
- 1996 : Le Titanic (mini-série) (2 épisodes) : John Jacob Astor IV
- 1996-2001  : Au-delà du réel : L'aventure continue (4 épisodes) : Dr. Howard Sarrazin / Colonel Roger Tennent / Wayne / Gouverneur Oleaga
- 1997 : X-Files : Aux frontières du réel (1 épisode) : Général Benjamin Bloch
- 1997 : FX, effets spéciaux (1 épisode) : Sénateur Ronald Roper
- 1997 : Un tandem de choc (1 épisode) : Général Bowman
- 1998 : Stargate SG-1 (1 épisode) : Dr. Timothy Harlow
- 2000 : Cold Squad, brigade spéciale (1 épisode) : Sandy Sawchuk
- 2001 : MythQuest (1 épisode) : Le roi Arthur
- 2002 : Mutant X (1 épisode) : Clay Preston
- 2003 : La Treizième Dimension (1 épisode) : Amiral Munro
- 2003 : Dead Zone (1 épisode) : Le Sénateur
- 2007 : Falcon Beach (5 épisodes) : Sinclair
- 2007 : Eureka (1 épisode) : Andre Sandrov
- 2007 : Whistler (2 épisodes) : Jonus Varland
- 2008 : The Guard : Police maritime (2 épisodes) : Le père de Miro
- 2009-2011 :  V (11 épisodes) : Père Travis
- 2010 : Shattered (1 épisode) : Donald Portman
- 2011 : Supernatural (1 épisode) : Juge Tye Mortimer
- 2013 : Arctic Air (1 épisode) : Charlie McGray
- 2014 : Guidestones (8 épisodes) : Martin C. Frick
- 2015 : The Returned (1 épisode) : George Goddard
- 2015 : Once Upon a Time (1 épisode) : Capitaine
- 2017 : Fargo (3 épisodes) : Ennis Stussy
- 2019 : Heartland (1 épisode) : Lucky Butch Connelly
- 2020 : Wynonna Earp (1 épisode) : Wyatt Earp

#### Téléfilms
- 1971 : Earth II : Jim Capa
- 1972 : La Corruption, l'Ordre et la Violence (The Glass House) : Ajax
- 1973 : L'Homme qui s'appelait Jean : Captain Melech Ben Zvi
- 1973 : Terreur sur la plage : Jerry
- 1974 : The Lady's Not for Burning : Humphrey Devize
- 1975 : Song of the Succubus : Alan Greene
- 1975 : The First 36 Hours of Dr. Durant : Dr. Chris Durant
- 1977 : Enigma : Andrew Icarus
- 1978 : With This Ring : Tom Burkhardt
- 1978 : The Winds of Kitty Hawk : Glenn Curtiss
- 1979 : Jennifer: A Woman's Story : Lee Devlin
- 1980 : Passengers
- 1982 : Shocktrauma : Dr. "Tex" Goodnight
- 1992 : Le Meurtrier de l'Illinois : Paxton
- 1993 : Ordeal in the Arctic : Fred Ritchie
- 1993 : Tremblement de terre à San Francisco : Frank Stewart
- 1995 : 767 en détresse : Maurice Quintal
- 1995 : La Part du mensonge : Détective Taggart
- 1996 : Have You Seen My Son : Salomon John
- 1996 : The Halfback of Notre Dame : Les Modeau
- 1997 : L'Avocat du Démon
- 1997 : Convictions : Matt Parker
- 1998 : La maison au clair de lune : Dr. Lane
- 1999 : Chantage sans issue : Stone Face
- 2001 : Acceptable Risk
- 2001 : Black River (en) : Richard Crunch
- 2003 : Jinnah: On Crime - White Knight, Black Widow : Dick Whiteman
- 2004 : The Love Crimes of Gillian Guess : Mr. Mason
- 2004 : Cable Beach : Warren Seaton
- 2006 : The Accidental Witness : Détective Bill Malone
- 2006 : Last Chance Cafe : Charlie Long
- 2007 : La Voleuse de diamants : Ned
- 2007 : J'ai changé mon destin : Le shérif
- 2007 : Pluie infernale : Clint Corbin
- 2008 : Ba'al : La Tempête de dieu : Stanford
- 2012 : Les Chevaux de l'espoir : Preston
- 2013 : Tom, Dick & Harriet : Randall Carter